# Browning Superposed
La Browning Superposed fue una de las primeras escopetas superpuestas en ser producidas. La Superposed introdujo una amplia variedad de innovaciones, inclusive el gatillo único con selector y los cañones superpuestos. Este diseño fue considerado revolucionario en la década de 1930, pero más tarde se descubrió que Browning ya había creado una escopeta con el mismo diseño en la década de 1880.[cita requerida]

## Historia
Fue la última arma de fuego que diseñó John Browning. Después de su muerte, el trabajo de diseño fue terminado por su hijo Val A. Browning.
Inicialmente fue producida desde 1931 hasta 1940. Los modelos de serie originales eran Grade I (Lightning/Standard), Pigeon, Diana y Midas.
La producción de posguerra empezó en 1948 y duró hasta 1960, cuando a la Superposed se le hicieron importantes cambios.